# Наїфару
Наїфару (мальд. ނައިފަރު) — найбільш населений острів атола Лхавіяні, на Мальдівах. Є головним островом. Острів відомий через свій унікальний діалект.